# Adrian Klooss
Adrian Lennart Klooss (* 24. Mai 2001) ist ein deutscher Volleyballspieler.

## Karriere
Klooss begann seine Karriere 2009 bei den Netzhoppers Königs Wusterhausen. Über die Landesauswahl kam er 2017 zum Nachwuchsteam VC Olympia Berlin. 2019 kehrte er zu den Netzhoppers zurück. In der Saison 2019/20 hat er ein Doppelspielrecht für den VCO, der in der Zweiten Liga Nord spielt, und die Bundesliga-Mannschaft der Netzhoppers.